# Ferrari F1-86
Chronologie des modèles (1986)
Ferrari 156-85 Ferrari F1-87
La Ferrari F1-86 est la monoplace de Formule 1 engagée par la Scuderia Ferrari dans le cadre du championnat du monde 1986. Elle est pilotée par l'Italien Michele Alboreto et le Suédois Stefan Johansson.

## Caractéristiques et performances
Conçue par l'ingénieur en mécanique Harvey Postlethwaite et l'aérodynamicien Jean-Claude Migeot, la Ferrari F1-86 succède à la 156-85, compétitive mais fragilisée par les développements. Avec une conception globale et un châssis semblables à sa devancière, les principales préoccupations sont d'affiner l'aérodynamique et d'améliorer la fiabilité. La F1-86 est toutefois plus large que ses rivales. Malgré un moteur à turbocompresseurs KKK de 850 ch considéré comme l'un des plus puissants du plateau, cette monoplace se révèle peu performante.
Durant la saison, la F1-86 est régulièrement dominée par les Williams-Honda, les McLaren-TAG, les Lotus-Renault et les Benetton-BMW.
Lors du Grand Prix de Belgique, Johansson, parti onzième, prend la tête de la course pendant deux tours. La F1-86 atteint son plus haut niveau de compétitivité pendant le Grand Prix d'Italie quand Alboreto, qui a dépassé Keke Rosberg (McLaren), René Arnoux (Ligier-Renault) et Gerhard Berger (Benetton), met la pression sur les Williams de Nigel Mansell et Nelson Piquet avant de casser son moteur,.
Avec cinq podiums et 37 points, Ferrari termine quatrième du championnat du monde des constructeurs, sans réaliser ni pole position, ni meilleur tour en course. Stefan Johansson, 23 points, et Michele Alboreto, 14 points, finissent cinquième et neuvième du championnat des pilotes.
En fin de saison, Ferrari recrute l'ingénieur  de McLaren John Barnard dans le but de regagner du terrain sur ses rivaux dès 1987. Avec Gustav Brunner, ils élaborent la Ferrari F1-87 qui remplace la F1-86.

## Résultats en championnat du monde de Formule 1

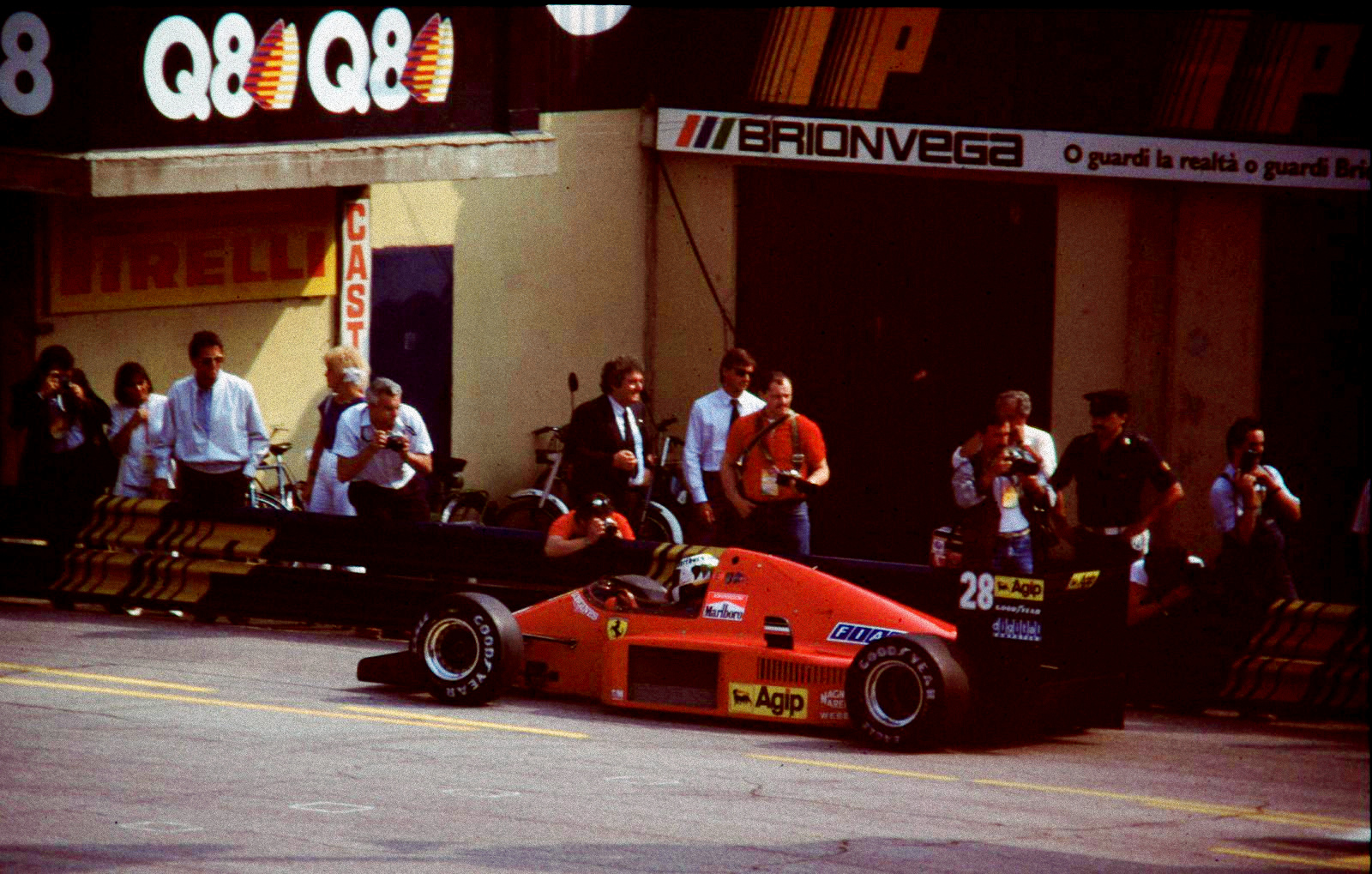
La Ferrari F1-86 de Stefan Johansson dans les stands lors du Grand Prix d'Italie 1986.

| Saison | Écurie                     | Moteur              | Pneus    | Pilotes          | Courses | Courses | Courses | Courses | Courses | Courses | Courses | Courses | Courses | Courses | Courses | Courses | Courses | Courses | Courses | Courses | Points inscrits | Classement |
| Saison | Écurie                     | Moteur              | Pneus    | Pilotes          | 1       | 2       | 3       | 4       | 5       | 6       | 7       | 8       | 9       | 10      | 11      | 12      | 13      | 14      | 15      | 16      | Points inscrits | Classement |
| ------ | -------------------------- | ------------------- | -------- | ---------------- | ------- | ------- | ------- | ------- | ------- | ------- | ------- | ------- | ------- | ------- | ------- | ------- | ------- | ------- | ------- | ------- | --------------- | ---------- |
| 1986   | Scuderia Ferrari SpA SEFAC | Ferrari Tipo 032 V6 | Goodyear |                  | BRA     | ESP     | SMR     | MON     | BEL     | CAN     | DET     | FRA     | GBR     | GER     | HON     | AUT     | ITA     | POR     | MEX     | AUS     | 37              | 4e         |
| 1986   | Scuderia Ferrari SpA SEFAC | Ferrari Tipo 032 V6 | Goodyear | Michele Alboreto | Abd.    | Abd.    | 10e     | Abd.    | 4e      | 8e      | 4e      | 8e      | Abd.    | Abd.    | Abd.    | 2e      | Abd.    | 5e      | Abd.    | Abd.    | 37              | 4e         |
| 1986   | Scuderia Ferrari SpA SEFAC | Ferrari Tipo 032 V6 | Goodyear | Stefan Johansson | Abd.    | Abd.    | 4e      | 10e     | 3e      | Abd.    | Abd.    | Abd.    | Abd.    | 11e     | 4e      | 3e      | 3e      | 6e      | 12e     | 3e      | 37              | 4e         |

Légende : ici 